# ويليام باتريك فيف
ويليام باتريك فيف هو قاتل متسلسل كندي، ولد في 22 فبراير 1955 في تورونتو في كندا.